# Trigonodactylus pulcher
Trigonodactylus pulcher (короткопалий гекон прекрасний) — вид геконоподібних ящірок родини геконових (Gekkonidae). Ендемік Ємену.

## Поширення і екологія
Прекрасні короткопалі гекони мешкають в прибережних районах на південному сході Ємену, у мухафазах Шабва, Хадрамаут і Ель-Махра. Вони живуть серед піщаних прибережних дюн.